# Gerd Kleinheyer
Gerd Kleinheyer (* 2. August 1931 in Berlin) ist ein deutscher Rechtswissenschaftler.

## Leben
Nach einem Studium der Rechtswissenschaft, der Promotion 1959 an der Universität Bonn und der Habilitation 1967 an der Universität Bonn (bei Hermann Conrad) war er dort Privatdozent. 1967 wurde er Professor an der Universität Regensburg und 1973 an der Universität Bonn. Schwerpunkte seiner wissenschaftlichen Arbeit sind Deutsche Rechtsgeschichte, Bürgerliches Recht und Handelsrecht.
Seit 1950 ist er Mitglied der katholischen Studentenverbindung KDStV Bavaria Bonn. Er ist Mitglied der Vereinigung für Verfassungsgeschichte.

## Schriften (Auswahl)
- Staat und Bürger im Recht. Die Vorträge des Carl Gottlieb Svarez vor dem preußischen Kronprinzen (1791–1792) (= Bonner rechtswissenschaftliche Abhandlungen, Bd. 47). Röhrscheid, Bonn 1959 (Dissertation Universität Bonn).
- Die kaiserlichen Wahlkapitulationen. Geschichte, Wesen und Funktion (= Studien und Quellen zur Geschichte des deutschen Verfassungsrechts, Reihe A, Bd. 1). Müller, Karlsruhe 1968 (Habilitationsschrift Universität Bonn).
- Zur Rechtsgestalt von Akkusationsprozeß und peinlicher Frage im frühen 17. Jahrhundert. Ein Regensburger Anklageprozeß vor dem Reichshofrat. Opladen 1971, ISBN 3-531-09045-3.
- Das Allgemeine Landrecht für die preußischen Staaten vom 1. Juni 1794. An der Wende des Spätabsolutismus zum liberalen Rechtsstaat. Vortrag: 17. Oktober 1994. Heidelberg 1995, ISBN 3-8114-7295-X.
- Beiträge zur Strafrechtsgeschichte. Berlin 2011, ISBN 978-3-631-63547-6.
- mit Jan Schröder: Deutsche und Europäische Juristen aus neun Jahrhunderten. 6. Auflage. Stuttgart 2017, ISBN 978-3-8252-4526-9.